# Arcytophyllum cachirense
Arcytophyllum cachirense là một loài thực vật có hoa trong họ Thiến thảo. Loài này được (H.Karst.) K.Schum. mô tả khoa học đầu tiên năm 1891.